# عبد الله محمد الجغيمان
عبد الله بن محمد بن أحمد الجغيمان هو أكاديمي سعودي وعضو في مجلس الشورى السعودي منذ أن تم تعيينه بأمر ملكي في 3 ربيع الأول، 1438هـ الموافق لـ2 ديسمبر 2016م. ولد عبد الله الجغيمان في الأحساء، بتاريخ 18/8/1388هـ. كان جزء كبير من مسيرة عبد الله الجغيمان المهنية هي العمل لدى مؤسسة الملك عبد العزيز ورجاله للموهبة والإبداع، حيث شغل فيها عدة مناصب وأسس عدة مؤلفات حول طرق التدريس للموهوبين.

## الحياة التعليمية
تخرج من جامعة الملك فيصل بالأحساء بشهادة بكالوريوس مناهج التعليم الابتدائي بتقدير ممتاز مع مرتبة الشرف الأولى، في عام 1412هـ. أكمل دراسته في الماجستير في المناهج وطرق التدريس، بتقدير ممتاز مع مرتبة الشرف من جامعة الملك سعود في الرياض عام 1417هـ. حاز على ماجستير في مناهج وطرق تدريس الموهوبين بتقدير ممتاز مع مرتبة الشرف من جامعة آيداهو في ولاية آيداهو بالولايات المتحدة الأمريكية عام 2000م وكذلك الدكتوراه في برامج رعاية الموهوبين وتنمية التفكير بتقدير ممتاز مع مرتبة الشرف من جامعة آيداهو في ولاية آيداهو بالولايات المتحدة الأمريكية عام 2002م.

## الحياة المهنية
- عضو مجلس الشورى اعتباراً من 3/3/1434هـ[2]
- عميد معهد الملك فيصل للبحوث والاستشارات 2009-2011 م[2]
- رئيس المركز الوطني لأبحاث الموهبة والإبداع 2008-2011م
- عميد كلية المعلمين في جامعة الملك فيصل 2006- 2009م
- المشرف العام على إدارة العلاقات الثقافية والبرامج الدولية في جامعة الملك فيصل 2007- 2009
- مدير إدارة الشؤون العلمية في مؤسسة الملك عبدالعزيز ورجاله لرعاية الموهوبين. أكتوبر 2004م- 2006م
- أستاذ متعاون مع جامعة الملك سعود لتدريس بعض مقررات الموهبة والتفوق العقلي
- أستاذ متعاون مع كلية المعلمين في الرياض
- مساعد لوكيل الوزارة مدير عام رعاية الموهوبين في وزارة التربية والتعليم للفترة ما بين 2002-2004م
- مستشار علمي لمؤسسة الملك عبد العزيز ورجاله لرعاية الموهوبين 2002-2004م
- رئيس قسم المناهج وطرق التدريس في كلية المعلمين (كلية التربية في جامعة الملك فيصل) في الأحساء لعامين دراسيين 1417 و 1418هـ
- التدريس في كلية التربية بجامعة آيداهو لفصلين دراسيين عام 2001م
- مساعد باحث في كلية التربية بجامعة آيداهو عامي 2000م و 2001م
- خبرة عملية في تدريس الموهوبين لمدة سنتين عامي 2000م و 2001م في مدرسة (Lena Whitmore School) في مدينة موسكو بولاية آيداهو بمشاركة خبير في مجال تربية الموهوبين
- عضو هيئة تدريس في كلية التربية في جامعة الملك فيصل في الأحساء منذ عام 1412هـ، 1992م
- المستشار العلمي لمشروع “تطوير مقاييس التعرف على الموهوبين" الذي يقوم بالإشراف عليه المركز الوطني للقياس والتقويم في التعليم العالي في المملكة العربية السعودية. (2008-2012م)
- المستشار العلمي لكرسي ناصر الرشيد لرواد المستقبل في جامعة الملك سعود. 2008-2010م[2]

## عضويات المجالس واللجان
- - عضو المجلس الاستشاري للمجلة العلمية المحكمة في تربية الموهوبين (Journal For The Education Of The Gifted جامعة وليم آند ميري، الولايات المتحدة الأمريكية. (2010م)
- - عضو اللجنة الاستشارية ومجلس الأمناء لجامعة الثريا في جدة 2008-.2010م[2]
- - رئيس الجمعية العالمية لأبحاث الموهبة والتميز (ألمانيا) International Research Association for Talent Development and Excellence (IRATDE). www.iratde.org منذ عام 2008م
- - عضو المجلس الاستشاري العالمي لمركز “أبحاث تطوير الموهبة" التابع لجامعة أولم الألمانية. (2008م)[2]
- - عضو الأسرة الوطنية لرعاية الموهوبين في المملكة العربية السعودية 2002- 2006م[2]
- - عضو اللجنة الاستشارية في المهرجان العالمي للإبداع العلمي (2005م)[2]
- - عضوية اللجنة الدائمة للتبادل المعرفي 2010م[2]
- - عضوية مجلس الجودة في التعليم لمحافظة الأحساء 2009م[2]
- - عضوية مجلس جامعة الملك فيصل (2007-2012م)
- -  عضوية مجلس البحث العلمي (2009-2012م)
- - عضوية مجلس برامج الدراسات العليا الموازية (2008-2010م)
- - عضوية مجلس كلية المعلمين (2006-2008م)
- - عضوية مجلس المنطقة الشرقية التعليمي (2006-2008م)
- - عضو المجلس التنفيذي للمجلس الآسيوي للموهوبين 2006م
- - عضو اللجنة الاستشارية في المهرجان العالمي للإبداع العلمي الذي تنظمه الجامعة الكورية المتقدمة للعلوم والتكنولوجيا (KAIST) منذ عام 2005م
- - عضو المجلس العربي لرعاية الموهوبين 2004م
- - عضو المجلس العالمي لرعاية الموهوبين 2004م
- - عضو الأسرة الوطنية لرعاية الموهوبين في المملكة العربية السعودية 2002م
- - عضو اللجنة الفنية العليا المشرفة على المشروع الشامل لتطوير المناهج في المملكة العربية السعودية 2004-2006م
- - عضو اللجنة العلمية لتطوير وتحديث مقررات أقسام التربية وعلم النفس في كليات المعلمين 2004-2006م
- - عضو اللجان العلمية للتعاقد مع أعضاء هيئة التدريس لكليات المعلمين وكليات البنات لعام 2005م
- - عضو لجنة التحكيم في مسابقات الإبداع طويلة المدى وقصيرة المدى في المهرجان العالمي الثالث والرابع والخامس والسادس والسابع للإبداع العلمي الذي تنظمه الجامعة الكورية المتقدمة للعلوم والتكنولوجيا (KAIST)
- - رئيس الجمعية العالمية لأبحاث تطوير الموهبة والتميز The International
- - رئيس اللجنة العلمية للقاء المخترعين الرابع والمعرض المصاحب له والذي أقيم في جامعة الملك فهد للبترول والمعادن في مدينة الظهران في الفترة ما بين 22-24 /3/2005 م
- - رئيس اللجنة العلمية المنظمة للقاء العلمي الأول لمؤسسة الملك عبد العزيز ورجاله لرعاية الموهوبين والذي أقيم في مدينة الرياض في الفترة ما بين 24-25/10/1425ه
- - رئيس اللجنة المنظمة للمؤتمر العلمي العربي الرابع للموهوبين والمتفوقين والذي أقيم في العاصمة الأردنية عمان في الفترة ما بين 16-18 /7/ 2005م
- - رئيس اللجنة المنظمة للقاء الخامس للمخترعين السعوديين والذي أقيم في بريدة، منطقة القصيم في الفترة ما بين 12-14 مارس 2006م
- - رئيس اللجنة المنظمة للمؤتمر العلمي الإقليمي للموهبة الذي أقيم في محافظة جدة تحت رعاية خادم الحرمين الشريفين في الفترة ما بين 2-6 شعبان 1427هـ

## المؤلفات والبحوث
- - الجغيمان، عبد الله. (تحت النشر). نموذج الواحة الإثرائي وأثره على المكونات ما وراء المعرفية، والأدائية، والتطبيقية لدى الطلاب الموهوبين “دراسة تقويمية "[2]
- - الجغيمان، عبد الله، معاجيني، أسامة، جروان، فتحي، (2013). أكاديميات الموهوبين.. الإطار الشامل لأسس التخطيط والتنفيذ. الرياض: وزارة التربية والتعليم
- - الجغيمان، عبد الله، والخزاعلة، تيسير (2012). ترجمة كتاب “المنهاج الموازي: التخطيط لتنمية الاستعداد للتعلُّم وتحدِّي قدرات الطلبة المتفوقين"
- - الجغيمان، عبد الله وأيوب، علاء (2012). ترجمة كتاب “التدريس من أجل تنمية التفكير القائم على الحكمة، الذكاء، الإبداع، والنجاح"
- - الجغيمان، عبد الله، أبو ناصر، فتحي (2012). الإدارة والسياسات التربوية في مجال تربية الموهوبين". عمان: دار المسيرة
- - الجغيمان، عبد الله. (2012). الأداء التدريسي لمعلمي تربية الموهوبين في تنفيذ الأنموذج الإثرائي في مدارس التعليم العام السعودية. مجلة جامعة الملك سعود، العلوم التربوية والدراسات الإسلامية، العدد 25/2
- - الجغيمان، عبد الله. (2011). أثر برامج الإثراء المدرسية على تنمية مهارات التفكير الإبداعي والاتجاه نحو التعلم وتنمية الدافعية نحو الإنجاز. مجلة البحوث التربوية والنفسية، العدد الأول، السنة السادسة والعشرين
- - الجغيمان، عبد الله، ومعاجيني، أسامة. (2012).تقويم برنامج رعاية الموهوبين في مدارس التعليم العام السعودية في ضوء معايير جودة البرامج الإثرائية. مجلة العلوم التربوية والنفسية، جامعة البحرين
- - الجغيمان، عبد الله، ومعاجيني، أسامة، وبركات، علي. (1432هـ). دور الأنموذج الإثرائي الفاعل في تنمية الأداء الصفي العام ومهارات التفكير والبحث العلمي لدى التلاميذ الموهوبين في مدارس التعليم العام السعودية. مجلة جامعة الإمام محمد بن سعود. العدد 21
- - الجغيمان، عبد الله. (2011). دراسة لبعض المتغيرات التنبؤية للتحصيل المرتفع والتحصيل المنخفض لدى عينة من الطلاب الموهوبين في المدارس الابتدائية. المجلة العربية للتربية، المجلد الحادي والثلاثين،  ص 184- 225، يونيو ديسمبر
- - الجغيمان، عبد الله. (2010). مواءمة وتقنين صورة مختصرة من بطارية أرورا للتعرف على الموهوبين. مجلة أكاديمية التربية الخاصة، العدد الثامن عشر، سبتمبر
- - أيوب، علاء، والجغيمان، عبد الله. (2010). مفاهيم التعلم كمخرجات للقوة المعرفية المسيطرة والمعتقدات المعرفية لدى طلاب الجامعة. . الجمعية المصرية للدراسات النفسية، أكتوبر

### بالإنجليزية
- - Mandelman, S. D., Tan, M., Aljughaiman, A. M., & Grigorenko, E. L. (2010). Intellectual giftedness: Economic, political, cultural, and psychological considerations. Learning and Individual Differences, Volume 20, Issue 4, August
- - Aljughaiman, Abdullah M. (2011). Evaluation of Math and Science Summer Enrichment Programs in Saudi Arabia. The Australasian Journal of Gifted Education, 20, 2
- Aljughaiman, A., Ziegler, A., Stoeger, H., Duan, M., Hopp, A. (2012). Students Prototype of an Intelligent and Creative Person. Turkish Journal of Giftedness and Education. Volume 2, issue 1
- - Aljughaiman, A. & Ayoob, Alaa (2012). The Effect of an Enrichment Program on Developing Analytical, Creative, and Practical Abilities of Elementary Gifted Students. Journal for the Education of the Gifted Volume 35 Issue 2 June, pp. 153 – 174
- - Aljughaiman, A. & Ayoob, Alaa (2012). Evaluating the Effects of the Oasis Enrichment Model on Gifted Education: A Meta-analysis Study. Talent Development and Excellent. April
- - Aljughaiman, Abdullah M., Ibrahim, Usama M A, khazali. Tayseer M. (2012). An Evaluation of Learning Outcomes of Summer Enrichment Gifted Programs in Saudi Arabia. Conference on Creative Education, Published by: Scientific Research Publishing
- - Aljughaiman, A. & Abdulmajeed, Usamah. (2012). The Relationship between Cognitive Style, Sternberg’s Triarchic Ability Test, and Raven’s Standard Progressive Matrices in Gifted Students. King Faisal University Journal
- Aljughaiman, Abdullah & Berki, Matthew. Wisdom and giftedness: Perspectives from Arabic thoughts. In Ziegler, A., Fischer, C., Stoeger, H., and Reutlinger, M. (2013) (eds.) Gifted education as a life-long challenge: Essays in honour of Franz Mönks. Muenster, Germany: LIT-Verlag
- - Tan, M., Mourgues, C., Aljughaiman, A., Ayoub, A., Mandelman, S. D., Zbainos, D., & Grigorenko, E. L. (2012). “What the shadow knows: Assessing aspects of practical intelligence with Aurora’s Toy Shadows. Talent development and excellence. Muenster, Germany: LIT
- - The Parallel Curriculum: A Design to Develop Learner Potential and Challenge Advanced Learners من تأليف: توملينسون وآخرون
- - Teaching for Wisdom, Intelligence, Creativity, & Success من تأليف روبرت ستيرنبيرغ

## الندوات والمؤتمرات
- - المؤتمر الدولي للموهبة والإبداع في بكين، 18-21/4/2012م[2]
- - منتدى موهبة 2009م. 6-8/4/2009م. الرياض
- - المؤتمر العالمي للموهبة والإبداع الذي نظمته الأكاديمية الصينية للعلوم بمناسبة مرور ثلاثين عاما على أبحاث الموهبة في الصين، في الفترة 17-21 أكتوبر 2008م
- - المؤتمر العالمي للموهبة والإبداع الذي نظمته الأكاديمية الصينية للعلوم بمناسبة مرور ثلاثين عاما على أبحاث الموهبة في الصين، في الفترة 17-21 أكتوبر 2008م
- - مؤتمر التعليم الثانوي في المملكة العربية السعودية. الدمام، ديسمبر 2008. الأكاديميات الوطنية في الرياضيات والعلوم للموهوبين… تجارب عالمية ورؤية محلية
- - المؤتمر العالمي للموهوبين الذي عقد في ألمانيا الاتحادية في الفترة ما بين 6 – 8 فبراير من عام 2006م
- -  المؤتمر الآسيوي للموهوبين، كوريا الجنوبية في الفترة بين 26-29 يوليو من عام 2004م
- - مؤتمر “الإبداع والمبدعون والتربية"، سوريا، تحت إشراف المجلس الأعلى للفنون والآداب 2004م
- - المؤتمر العربي للموهوبين الذي عقد في الأردن في الفترة ما بين 19-22/7/2003م
- المؤتمر العالمي للموهوبين في أستراليا بتاريخ 1/8/2003م

## الأوسمة والميداليات
- - جائزة راشد بن حميد للثقافة والعلوم 2011م[2]
- -  جائزة حمدان بن راشد لأفضل بحث تربوي تطبيقي على مستوى الوطن العربي 2008م
- - العضوية الشرفية الدائمة لمنظمة اتحادات المخترعين الأمريكيين UIA
- - جائزة التميز العلمي بجامعة آيداهو في الولايات المتحدة الأمريكية والتي تم تقديمها لأبرز ثلاثة عشر طالبا على مستوى الدراسات العليا في الجامعة 2002م
- - جائزة الأمير بندر بن سلطان للتفوق العلمي للمتخرجين من جامعات الولايات المتحدة الأمريكية عام 1422هـ
- - جائزة الأمير بندر بن سلطان للتفوق العلمي المتكرر من بين المبتعثين في الولايات المتحدة الأمريكية عام 1422هـ
- - جائزة الأمير محمد بن فهد للتفوق العلمي في المستوى الجامعي على مستوى المنطقة الشرقية عام 1412هـ

## وصلات خارجية
- موقع مجلس الشورى السعودي الرسمي.
- موقع عبد الله الجغيمان الشخصي.
- معرض صور مجلس الشورى السعودي[وصلة مكسورة].